# Den sidste mogul
Den sidste mogul (engelsk: The Last Tycoon eller i den nye udgave i 1993 The Love of the Last Tycoon) er en  amerikansk roman af den amerikanske forfatter F. Scott Fitzgerald udgivet posthumt i 1941 af forfatterens ven, kritikeren Edmund Wilson. Fitzgerald fik aldrig skrevet romanen færdig før sin pludselige død, og bogen blev udgivet ufuldendt med forfatterens notater og tanker om slutningen til sidst. Romanen udkom på forlaget Charles Scribner's Sons.
Romanen blev i 1976 filmatiseret af Elia Kazan med Robert De Niro i hovedrollen som Monroe Stahr.
| Bog | Spire Denne artikel om bøger og tidsskrifter er en spire som bør udbygges. Du er velkommen til at hjælpe Wikipedia ved at udvide den. |